# Jerônimo Joaquim Nunes
Jerônimo Joaquim Nunes (? — ?) foi um militar e político brasileiro. Era tenente-coronel.
Foi vice-presidente da junta governativa da Província de Mato Grosso, instalada em 20 de agosto de 1821, de 1 de agosto a 20 de agosto de 1822.